# 莫莉·布鲁格曼
莫莉·布鲁格曼（英語：Molly Bruggeman，1992年6月19日—），美国女子赛艇运动员。她曾代表美国参加2015年泛美运动会赛艇比赛，获得女子双人单桨无舵手金牌。她也曾获得2018年世界赛艇锦标赛女子四人单桨无舵手冠军。